# Контриция (католицизм)
Контриция (Contrition) — чувство вины за совершенный грех, поскольку грех вызывает недовольство Бога, подлинное покаяние — то есть сокрушение, сожаление, раскаяние, обусловленное осуждением совершенного греха и любовью к Богу. Покаяние из любых других, греховных побуждений, уводящих в противоположном направлении, с целью обрести добродетель, является полной противоположностью подлинного покаяния и называется «аттриция».
Примером контриции может служить исповедь Давида из псалма 50; грешник, испытывающий раскаяние, ставит перед собой серьёзную цель больше не грешить и вести себя в этой жизни с момента покаяния так, чтобы являть всем полное и истинное раскаяние (Лк. 3:8; Деян. 26:20).